# Silaces
Silaces (em parta: Silag) foi um oficial sassânida do século III, ativo durante o reinado do xá Sapor I (r. 240–270). É conhecido apenas a partir da inscrição trilíngue Feitos do Divino Sapor. Segundo ela, era pai de Hormisda e serviu como dabir (escriba) na corte.